# Jamie Hyneman
Jamie Hyneman er ekspert i special effects. Han er kendt som en af de to værter fra programmet MythBusters på Discovery Channel.